# Платинакобальт
Платинакобальт — бинарное неорганическое соединение
платины и кобальта
с формулой CoPt,
кристаллы.

## Получение
- Сплавление стехиометрических количеств чистых веществ:

{\displaystyle {\mathsf {Pt+Co\ {\xrightarrow {825^{o}C}}\ CoPt}}}

## Физические свойства
Платинакобальт образует кристаллы
тетрагональной сингонии,
пространственная группа P 4/mmm,
параметры ячейки a = 0,2677 нм, c = 0,3685 нм, Z = 1,
структура типа медьзолота AuCu

Соединение образуется при твёрдотельной реакции уторядочения при температуре 825°С
и имеет широкую область гомогенности 40÷60 ат. % платины .